# Indiai méh
Az indiai méh (Apis cerana) a rovarok (Insecta) osztályának a hártyásszárnyúak (Hymenoptera) rendjéhez, ezen belül a méhfélék (Apidae) családjához tartozó faj.

## Előfordulása
Az indiai méh Ázsia nagy részét benépesítette. Kínában, Szibériában, Indiában, Japánban is megtalálható. Usszuriában az északi féltekén az 58°-ig hatol, ami hasonló hely a házi méh Dél-Skandinávia-i és Szentpétervár körzeti (60°) előfordulásához. Az indiai méhnél trópusi előfordulás is van Malajzia erdeiben. Élőhelyét a házi méhétől 600 kilométer választja el Iránban és Afganisztánban.

## Alfajai
Négy alfaját különböztetjük meg:
- Apis cerana cerana
- Apis cerana indica
- Apis cerana himalaya
- Apis cerana japonica

## Rendszertani besorolása
Régebben Apis indica-nak is nevezték. Eleinte azt hitték, hogy a nyugati mézelő méhnek (Apis mellifera) egy fajtája (alfaja), de a két méhet nem lehetett keresztezni, így emiatt is külön fajról beszélhetünk.

## Megjelenése
A kisebb testméret jellemzőbb erre a fajra. Szipókája 4,75–5,29 milliméter hosszú, szárnyindexe (cubitális index) változó: 3,18–5,29. Hőszabályozása fejlett. A fészek belsejében 41 °C-ot tart, ami sokkal magasabb, mint a háziméh-családok fészekhőmérséklete (35 °C).

## Életmódja
Ez a méh is üregekben fészkel, több párhuzamos függőleges lépet épít. A méhcsalád 10-20 000 méhből áll. A méhcsaládon belüli munkamegosztás hasonló, viasza 2 C°-kal magasabb hőmérsékleten olvad azaz 65 C°-on. Propoliszt ez a méh nem használ a rések betömésére. A fő ellenségei a hatalmas japán darázs (Vespa mandarinia), valamint a méhevő madarak. Az indiai méh úgy repül, mint némelyik légy, szabálytalan cikk-cakkban. Így védekezik ellenségei ellen. Gyűjtési körzete 1 km-en belül található. Kommunikációs tánca hasonló mint a mi méhünké (háziméh), csak lassúbb. A méhanya naponta 300-800 petét rak. Az ázsiai méhatka (Varroa destructor) nem tud jelentős kárt okozni a méhcsaládban. A munkásméhek felismerik az atkát és képesek eltávolítani. A varroa atka átkerült a háziméhcsaládokba, és jelentős pusztulást okozott. Magyarországon 1987-ben a méhcsaládok 1/3-ad része pusztult ki emiatt. Károsításától kémiai védekezés nélkül napjainkban már nem lehetne méheket tartani.